# Macrobiotus pilatoi
Macrobiotus pilatoi är en djurart som tillhör fylumet trögkrypare, och som beskrevs av Maria Grazia Binda och Rebecchi 1992. Macrobiotus pilatoi ingår i släktet Macrobiotus och familjen Macrobiotidae. Inga underarter finns listade i Catalogue of Life.